# Nicolaas Moerloos
Nicolaes (Nicolaas) Moerloos (Sint-Niklaas, 10 augustus 1900 - Belsele, 5 september 1944) was een Belgisch gymnast en gewichtheffer. 

## Levensloop
Moerloos werd sportief actief in het gewichtheffen. Later sloot hij ook aan bij turnkring ‘Kracht en Geduld’ te Sint-Niklaas. Samen met Domien Jacob werd hij geselecteerd voor de Olympische Zomerspelen van 1920 te Antwerpen. Met 24 teamgenoten behaalde hij er zilver in de Europese landenwedstrijd. Ook na de Spelen bleef hij actief in deze sport. Zo nam hij onder andere - als een van de 700 Belgen - in 1922 deel aan het atletiek Concours International de l'UIOCEP te Brno (Tsjechoslowakije), een internationale wedstrijd voor katholieke turnverenigingen. Van alle deelnemers behaalde hij er de vijfde plaats. Het Belgisch team werd eerste in de landenrangschikking. In 1924, 1925, 1928 en 1930 werd hij Belgisch kampioen. En in 1923 won hij te Namen het kampioenschap van de Nationale Bond der Katholieke Turnkringen van België.
Daarnaast nam hij deel aan de Olympische Zomerspelen van 1924 te Parijs in het gewichtheffen. Hij werd er twaalfde in de gewichtsklasse van de vlieggewichten (≤52kg).
Op 5 september 1944 sneuvelde hij tijdens een confrontatie met Duitse soldaten nabij het Hof van Belsele. Hij was lid van de Weerstandsgroepering de 'Witte Brigade' en/of het 'Geheim Leger'. Hij werd na het incident tijdelijk te rusten gelegd te Belsele. Op 18 september 1944 werd zijn lichaam opgegraven en overgebracht naar Sint-Niklaas. Hij kreeg een laatste rustplaats op het militair ereperk van de Stedelijke begraafplaats Tereken. Moerloos werd opgenomen op twee gedenktekens: Het 'Memento voor de slachtoffers van het gevecht van Belsele' en het 'Memento voor de gesneuvelde leden van het Geheim Leger en het Onafhankelijksfront'.

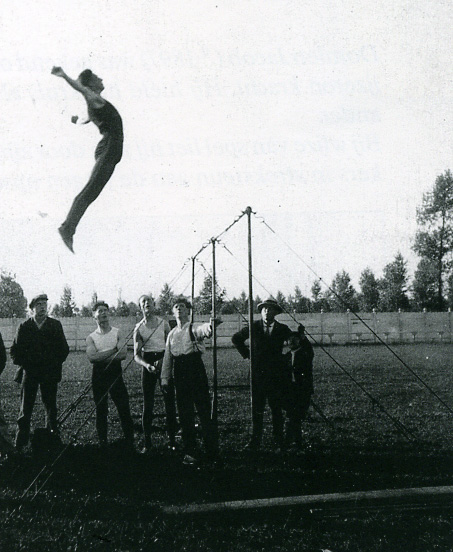
Nicolaas Moerloos